# Laterallus tuerosi
La polluela de Junín (Laterallus tuerosi) es una especie de ave en la familia Rallidae. A veces es considerada una subespecie distinta del Laterallus jamaicensis.

## Distribución y hábitat
Es una especie endémica de los hábitats pantanosos en torno al lago Junín en el sector centro occidental del Perú. Se encuentra amenazada por pérdida de hábitat. 